# 1+1 (álbum)
1+1 é um álbum da banda Grin lançado em 1972 com participação do guitarrista Nils Lofgren.